# The Naked Brothers Band: Naked Idol
The Naked Brothers Band: Naked Idol is een deel documentaire en rock-mockumentary musicalfilm. Het is de achtste film, gebaseerd op de Nickelodeon-televisieserie The Naked Brothers Band. De film is bedacht door Polly Draper. Naked Idol ging in maart 2009 in première als televisiefilm op Nickelodeon.

## Verhaal
Rosalina verlaat Nat en de band voor een Franse jongen, Michele. De band moet op zoek naar een nieuwe bassist, maar Nat wil niet meewerken, omdat hij Rosalina te erg mist. Eenmaal overtuigd om een nieuwe bassist te vinden gaan ze op zoek en vinden ze de perfecte nieuwe bassist. Rosalina bekijkt de Naked Idol wedstrijd op televisie en besluit de band te bellen en te vertellen dat ze terug wil in de band.
De afloop van dit verhaal wordt in een nieuwe film duidelijk,The Naked Brothers Band The Premiere, die op 11 april 2009 uitgezonden wordt.

## Rolverdeling
| Speler            | Rol               |
| ----------------- | ----------------- |
| Nat Wolff         | "Nat"             |
| Alex Wolff        | "Alex"            |
| Thomas Batuello   | "Thomas"          |
| Allie DiMeco      | "Rosalina"        |
| David Julian Levi | "David"           |
| Qaasim Middleton  | "Qaasim"          |
| Cooper Pillot     | "Cooper"          |
| Jesse Draper      | "Jesse Cook"      |
| Michael Wolff     | "Mr. Sonny Wolff" |